# Endnu et streif kun af sol
Endnu et streif kun af sol is een compositie van Agathe Backer-Grøndahl. Backer-Grøndahl was een van de eerste vrouwelijke componisten van Noorwegen en schreef veel liederen. Dat werkte van twee kanten, zij kreeg haar liederen uitgevoerd terwijl zij haar eigen muziek kon begeleiden op de piano. Endnu et streif kun af sol (Nog een straaltje zonlicht) is een toonzetting van het gedicht One more glimpse van Lord Henry Somerset in een vertaling van Per Winger. Het lied is er in minstens drie varianten:
1. voor tenor of sopraan met piano of orkest
2. voor bariton of mezzosopraan met piano of orkest
3. voor a capella mannenkoor of mannenkoor/piano

Voor alle versies zijn er dan nog vertalingen naar het Engels, Duits (Wilhelm Henzen) en Frans (Magnus Synnestvedt). Het werk werd voor het eerste gepubliceerd door Brödrene Hals, een muziekuitgeverij en speciaalzaak in piano’s.
Endnu et streif kun af sol was het laatste werk dat ze schreef, ze overleed op 4 juni 1907. Johan Halvorsen leidde zijn versie voor alleen strijkinstrumenten tijdens het concert op 7 januari 1924 ter gelegenheid van het overlijden van de Noorse dirigent en componist Olaus Andreas Grøndahl, de man van Agathe.

## Discografie
- Uitgave Simax: Kirsten Flagstad sopraan met orkest,
- privé-uitgave: Elisabeth Tandberg mezzosopraan, Jorunn Marie Bratlie (piano)
- Uitgave Noorse Kultuurraad NKFCD Songs of Norway  (a capella)